# Spilosoma erminea
Spilosoma erminea là một loài bướm đêm thuộc phân họ Arctiinae, họ Erebidae.